# Európai úthálózat
Az európai úthálózat Európa nemzetközi közúthálózata. Ezek az utak biztosítják az európai államok között a közúti közlekedést. Az Egyesült Nemzetek Szervezetének Európai Gazdasági Bizottsága (UNECE) 1975-ben határozta meg ezeket az útvonalakat. A jelenleg alkalmazott számozási rendszert 1992-ben fogadták el a tagállamok. 
| E 60 |

## Útszámozás
Az „A” osztályú utak a főutak és a jelentős összekötő utak, számozásuk kétszámjegyű. A „B” osztályú, helyi jelentőségű összekötő utak számozása háromjegyű. 
A számozás rendszerének az alapelvei a következők:
- Az észak-dél irányú főutak kétszámjegyű 5-re végződő számokat kaptak.
- A nyugat-kelet irányú főutak számozása 0-ra végződik.
- a jelentős összekötő utak számozása szintén két számjegyű. Páratlanok az észak-dél irányúak és párosak a nyugat-kelet irányúak. És általában a számtartomány az ezeket az utakat közrefogó főutak számozása közé esik.
- A B osztályú, helyi jelentőségű összekötő utak számozása 3 számjegyű: az első számjegy az úttól északra található legközelebbi főút első számjegye, a második számjegy az úttól nyugatra található legközelebbi főút első számjegye, a harmadik számjegy egy sorszám.
- Az E101-es (Moszkva–Kijev) főúttól keletre elhelyezkedő észak-dél irányú A osztályú utak számozásai 101-től 129 található páratlan számok.
- Az E101-es (Moszkva–Kijev) főúttól keletre elhelyezkedő B osztályú utak számozása három számjegyű és 0-val kezdődik (001-től 099-ig).

Ezek alól a szabályok alól, figyelmesen átnézve a számozást, több kivételt is találhatunk.
Ilyen például az E67 Via Baltica amely az E75 (Helsinki … Gdańsk–Pozsony–Budapest–Belgrád–Athén ) főút rossz oldalán halad, pontosabban keresztezi azt.

## Megjegyzés
Az Európa-utak lenti listájában a kötőjel ('–') két város közötti közvetlen kapcsolatot jelent, míg a három pont ('…') vízen áthaladó kapcsolatot, ahol az esetek többségében komp közlekedés van, de az is előfordulhat, hogy nincs. A vastagon jelölt szakaszon Magyarország területén találhatóak.

## A osztályú utak

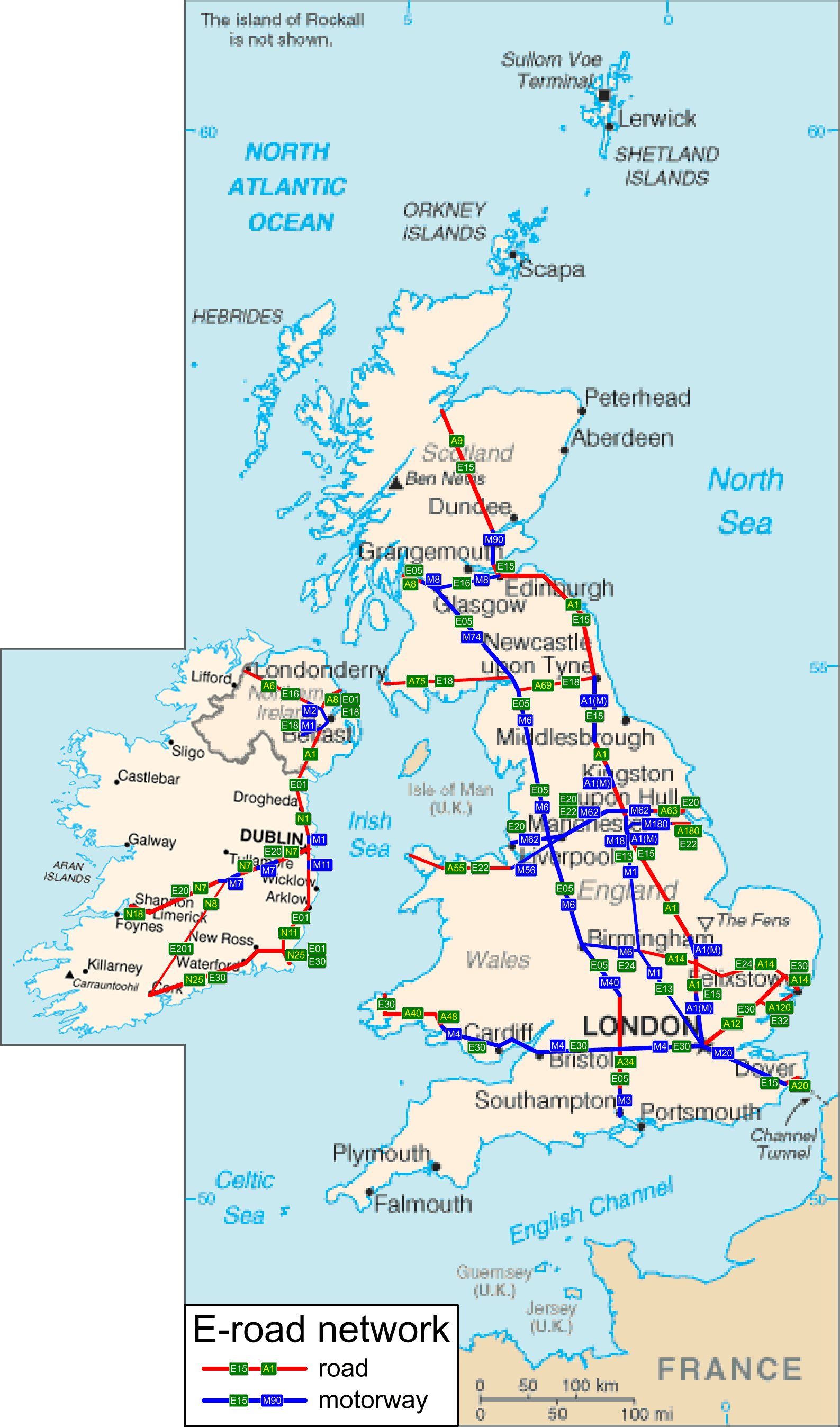
Az Európa-utak Egyesült Királyságban és Írországban

Az Európa-utak Lengyelországban

### Észak–dél irányú főutak
- – 2960 km: Greenock – Glasgow – Preston – Birmingham – Southampton … Le Havre – Párizs – Orléans – Bordeaux – Donostia-San Sebastián – Madrid – Sevilla – Algeciras
- – 3590 km: Inverness – Perth – Edinburgh – Newcastle upon Tyne – London – Folkestone – Dover … Calais – Párizs – Lyon – Orange – Narbonne – Girona – Barcelona – Tarragona – Castellón de la Plana – Valencia – Alicante – Murcia – Almería – Málaga – Algeciras
- – 1830 km: Hoek van Holland – Rotterdam – Eindhoven – Maastricht – Liège – Bastogne – Arlon – Luxembourg – Metz – Saint-Avold – Strasbourg – Mulhouse – Bázel – Olten – Bern – Lausanne – Genf – Mont Blanc – Aosta – Ivrea – Vercelli – Alessandria – Genova … Bastia – Porto Vecchio – Bonifacio … Porto Torres – Sassari – Cagliari … Palermo
- – 1660 km: Amszterdam – Utrecht – Arnhem – Emmerich – Oberhausen – Köln – Frankfurt am Main – Heidelberg – Karlsruhe – Offenburg – Bázel – Olten – Luzern – Altdorf – Szent Gotthárd-hágó – Bellinzona – Lugano – Chiasso – Como – Milánó – Piacenza – Parma – Modena – Firenze – Róma
- – 4920 km: Karesuando – Arvidsjaur – Östersund – Mora – Säffle – Göteborg … Frederikshavn – Aalborg – Aarhus – Vejle – Kolding – Frøslev – Flensburg – Hamburg – Hannover – Göttingen – Kassel – Fulda – Würzburg – Nürnberg – München – Rosenheim – Wörgl – Innsbruck – Brenner-hágó – Fortezza – Bolzano – Trento – Verona – Modena – Bologna – Cesena – Perugia – Fiano Romano – Nápoly – Salerno – Sicignano degli Alburni – Cosenza – Villa San Giovanni … Messina – Catania – Siracusa – Gela
- – 2920 km: Helsingborg … Helsingør – Koppenhága – Køge – Vordingborg – Farø – Nykøbing Falster – Gedser … Rostock – Berlin – Lübbenau – Drezda – Teplice – Prága – Tábor – Linz – Salzburg – Villach – Tarvisio – Udine – Palmanova – Mestre – Ravenna – Cesena – Rimini – Fano – Ancona – Pescara – Canosa – Bari – Brindisi … Igumeníca – Préveza – Río – Pátra – Pírgosz – Kalamáta (lásd még E4.)
- – 3800 km: Malmö – Ystad … Świnoujście – Wolin – Goleniów – Szczecin – Gorzów Wielkopolski – Świebodzin – Zielona Góra – Legnica – Jelenia Góra – Harrachov – Železný Brod – Turnov – Mladá Boleslav – Prága – Jihlava – Brno – Pozsony – Mosonmagyaróvár – Csorna – Szombathely  – Körmend – Zalaegerszeg – Nagykanizsa – Zágráb – Károlyváros – Fiume – Split – Dubrovnik – Petrovac – Podgorica – Bijelo Polje – Szkopje – Kicsevo – Ohrid – Bitola – Níki – Vévi – Kozáni – Lárisza – Domokósz – Lamía – Brálosz – Itéa – Andirío … Río – Éjio – Korinthosz – Trípoli – Kalamáta … Kíszamosz – Haniá
- – 4340 km: Vardø – Vadsø – Varangerbotn – Utsjoki – Inari – Ivalo – Sodankylä – Rovaniemi – Kemi – Oulu – Jyväskylä – Heinola – Lahti – Helsinki … Gdańsk – Świecie – Łódź – Piotrków Trybunalski – Katowice – Zólyom – Pozsony – Mosonmagyaróvár  – Győr – Tatabánya – Bicske – Budaörs – Budapest – Lajosmizse – Kecskemét – Kiskunfélegyháza – Szeged – Szabadka – Újvidék – Belgrád – Niš – Kumanovo – Szkopje – Szaloniki – Lárisza – Lamía – Athén … Haniá – Iráklio – Ájiosz Nikólaosz – Szitía
- – 2300 km: Klaipėda – Kaunas – Vilnius – Lida – Szlonyim – Kobrin – Dubno – Ternopil – Csernyivci – Szeretvásár – Szucsáva – Románvásár – Bákó – Bodzavásár – Urziceni – Bukarest – Gyurgyevó – Rusze – Bjala – Veliko Tarnovo – Sztara Zagora – Haszkovo – Szvilengrad – Orménio – Kasztaniész – Didimótiho – Alexandrúpoli
- – 1790 km: Szentpétervár – Pszkov – Homel – Kijev – Odessza … Samsun – Merzifon
- – 850 km: Moszkva – Kaluga – Brjanszk – Hluhiv – Kijev
- – 3770 km: Kirkenes – Murmanszk – Petrozavodszk – Szentpétervár – Moszkva – Orjol – Harkiv – Szimferopol – Alusta – Jalta
- – 1730 km: Jaroszlavl – Moszkva – Voronyezs – Novorosszijszk
- – 1050 km: Mineralnije Vodi – Nalcsik – Vlagyikavkaz – Tbiliszi – Jereván – Gorisz – Mekri
- – 2630 km: Moszkva – Tambov – Povorino – Volgográd – Asztrahán – Mahacskala – Quba – Bakı – Ələt – Astara
- – 2700 km: Szamara – Uralszk – Atirau – Bejneu – Setpe – Zsetiszu – Fetiszovo – Karabogaz – Türkmenbaşy – Serdar – az iráni határ
- – 2840 km: Cseljabinszk – Kosztanaj – Eszil – Gyerzsavinszk – Arkalik – Zsezkazgan – Kizilorda – Simkent – Taskent – Ajni – Dusanbe – Pandzsi Pojon
- – 2600 km: Isim – Asztana – Karagandi – Balhas – Burubajtal – Almati – Biskek – Narin – Torugart-hágó
- – 1330 km: Omszk – Pavlodar – Szemej – Kurajli – Kapsagaj

### Nyugat–kelet irányú főutak
- – 850 km: Å - Svolvær - Lødingen - Evenes - Narvik - (norvég-svéd határ)  - Riksgränsen - Kiruna - Gällivare - Överkalix - Töre - Luleå
- – 1880 km: Shannon – Limerick – Dublin … Liverpool – Manchester – Kingston upon Hull … Esbjerg – Koppenhága – Malmö – Helsingborg – Halmstad – Göteborg – Örebro – Stockholm … Tallinn – Narva – Szentpétervár
- – 6050 km: Cork – Waterford – Wexford – Rosslare … Fishguard – Swansea – Cardiff – Newport – Bristol – London – Colchester – Ipswich – Felixstowe … Hoek van Holland – Hága – Gouda – Utrecht – Amersfoort – Oldenzaal – Osnabrück – Bad Oeynhausen – Hannover – Braunschweig – Magdeburg – Berlin – Świebodzin – Poznań – Varsó – Breszt – Minszk – Szmolenszk – Moszkva – Rjazany – Penza – Szamara – Ufa – Cseljabinszk – Kurgan – Isim – Omszk
- – 8500 km: Calais – Oostende – Brugge – Gent – Brüsszel – Leuven – Liège – Aachen – Köln – Olpe – Wetzlar – Bad Hersfeld – Eisenach – Erfurt – Gera – Chemnitz – Drezda – Görlitz – Legnica – Wrocław – Opole – Gliwice – Krakkó – Przemyśl – Lviv – Rivne – Zsitomir – Kijev – Harkiv – Luhanszk – Volgográd – Asztrahán – Atirau – Bejneu – Qo‘ng‘irot – Nukus – Daşoguz – Buhara – Navoiy – Szamarkand – Jizzax – Taskent – Simkent – Taraz – Biskek – Almati – Szari-Ozek – Taldikorgan – Ucsaral – Taszkeszken – Ajagöz – Kurajli – Öszkemen – Ridder
- – 5100 km: Brest – Rennes – Le Mans – Párizs – Reims – Metz – Saarbrücken – Mannheim – Heilbronn – Nürnberg – Rozvadov – Plzeň – Prága – Jihlava – Brno – Trencsén – Eperjes – Felsőnémeti – Ungvár – Munkács – Sztrij – Ternopil – Hmelnickij – Vinnicja – Umany – Kropivnickij – Dnyipo – Doneck – Rosztov-na-Donu – Armavir – Mineralnije Vodi – Mahacskala
- – 6200 km: Brest – Lorient – Vannes – Nantes – Angers – Tours – Orléans – Montargis – Auxerre – Beaune – Dole – Besançon – Belfort – Mulhouse – Bázel – Zürich – Winterthur –  Sankt Gallen – Sankt Margrethen – Bregenz – Lauterach – Feldkirch – Landeck – Imst – Telfs – Innsbruck – Wörgl – Rosenheim – Bad Reichenhall – Salzburg – Sattledt – Linz – Sankt Pölten – Bécs – Mosonmagyaróvár – Győr – Tatabánya – Bicske – Budaörs – Budapest – Monor – Cegléd – Abony – Szolnok – Törökszentmiklós – Kisújszállás – Karcag – Püspökladány – Berettyóújfalu – Bors – Nagyvárad – Kolozsvár – Torda – Marosvásárhely – Brassó – Ploiești – Bukarest – Urziceni – Slobozia – Konstanca … Poti – Szenaki – Szamtredia – Kutaiszi – Hasuri – Gori – Tbiliszi – Rusztavi –Gəncə – Yevlax – Bakı … Türkmenbaşy – Serdar – Aşgabat – Tejen – Mary – Türkmenabat – Alat – Buhara – Karsi – Guzai – Sherobod – Termiz – Dusanbe – Dzsirgatol – Szaritas – Irkestam
- – 4550 km: A Coruña – Bilbao – Donostia-San Sebastián – Bordeaux – Clermont-Ferrand – Lyon – Chambéry – Susa – Torino – Alessandria – Tortona – Brescia – Verona – Mestre – Palmanova – Trieszt – Postojna – Ljubljana – Zágráb – Bród – Belgrád – Versec – Temesvár – Szörényvár – Craiova – Alexandria – Bukarest – Gyurgyevó – Rusze – Razgrad – Sumen – Várna … Samsun – Ordu – Giresun – Trabzon – Batumi – Poti
- – 5600 km: Lisszabon – Valladolid – Donostia-San Sebastián – Toulouse – Nizza – Genova – Róma – Pescara … Dubrovnik – Podgorica – Pristina – Szófia – Plovdiv – Isztambul – İzmir – Gerede – Amasya – Erzurum – Gürbulak – az iráni határ
- – 4770 km: Lisszabon – Madrid – Barcelona … Mazara del Vallo – Palermo – Buonfornello – Messina … Reggio Calabria – Metaponto – Taranto – Brindisi … Igumeníca – Joánina – Szaloniki – Alexandrúpoli – Gelibolu … Lapseki – Bursa – Ankara – Adana – Nusaybin – Habur – az iraki határ

### Észak-déli összekötő utak
- – 1460 km: Larne – Belfast – Dublin – Rosslare … A Coruña – Pontevedra – Valença do Minho – Vila Real de Santo António – Huelva – Sevilla
- – 470 km: Cherbourg-Octeville – La Rochelle
- – 250 km: Pau – Jaca – Zaragoza
- – 880 km: Orléans – Toulouse – Barcelona
- – 540 km: Vierzon – Montluçon – Clermont-Ferrand – Montpellier
- – 230 km: Doncaster – Sheffield – Nottingham – Leicester – Northampton – London
- – 670 km: Antwerpen – Beaune
- – 520 km: Amszterdam – Brüsszel – Párizs
- – 540 km: Metz – Genf
- – 390 km: Metz – Lausanne
- – 350 km: Belfort – Bern – Martigny – Aosta
- – 290 km: Köln – Sarreguemines – E25 (Strasbourg felé)
- – 520 km: Rotterdam – Ludwigshafen
- – 100 km: Parma – La Spezia
- – 290 km: Bréma – Köln
- – 1330 km: Trondheim – Orkanger – Vinjeøra – Halsa – Straumsnes – Krifast – Batnfjordsøra – Molde … Vestnes – Skodje – Ålesund – Volda – Nordfjordeid … Sandane – Førde – Lavik … Instefjord – Knarvik – Bergen – Os – Stord – Sveio – Aksdal – Bokn … Rennesøy – Randaberg – Stavanger – Sandnes – Helleland – Flekkefjord – Lyngdal – Mandal – Kristiansand … Hirtshals – Hjørring – Nørresundby – Aalborg
- – 760 km: Dortmund – Wetzlar – Aschaffenburg – Würzburg – Stuttgart – Schaffhausen – Winterthur – Zürich – Altdorf
- – 510 km: Würzburg – Ulm – Lindau – Bregenz – St. Margrethen – Buchs – Chur – San Bernardino – Bellinzona
- – 290 km: Helsingborg … Helsingør – Koppenhága – Køge – Vordingborg – Farø – Rødby … Puttgarden – Oldenburg – Lübeck (lásd még E06)
- – 740 km: Magdeburg – Halle – Plauen – Schönberg – Vojtanov – Karlovy Vary – Plzeň – České Budějovice – Halámky – Bécs
- – 410 km: Berlin – Lipcse – Gera – Hirschberg – Hof – Bayreuth – Nürnberg
- – 270 km: Plzeň – Bayerisch Eisenstein – Deggendorf – München
- – 380 km: Sattledt – Liezen – Sankt Michael – Graz – Maribor – Ljubljana
- – 660 km: Prága – Jihlava – Bécs – Graz – Spielfeld – Maribor – Zágráb
- – 240 km: Villach – Karavankák alagút – Naklo – Ljubljana – Trieszt – Fiume
- – 1110 km: Sodankylä – Kemijärvi – Posio – Kuusamo – Kajaani – Iisalmi – Kuopio – Jyväskylä – Tampere – Turku
- – 1630 km: Helsinki … Tallinn – Riga – Kaunas – Varsó – Piotrków Trybunalski – Wrocław – Kłodzko – Kudowa Zdrój – Náchod – Hradec Králové – Prága; Via Baltica néven is ismert
- – 130 km: Nordkapp – Olderfjord
- – 970 km: Kassa – Tornyosnémeti – Miskolc – Mezőcsát – Kál – Hatvan – Gödöllő – Vecsés – Érd – Székesfehérvár  – Siófok – Balatonlelle – Nagykanizsa – Letenye – Zágráb – Károlyváros – Knin – Split
- – 710 km: Budapest – Érd – Százhalombatta – Dunaújváros – Dunaföldvár – Paks – Szekszárd – Bátaszék – Mohács – Eszék – Diakovár – Šamac – Zenica – Mostar – Metković
- – 1690 km: Pszkov – Vangaži – Riga – Šiauliai – Tolpaki – Kalinyingrád … Gdańsk – Elbląg – Varsó – Radom – Krakkó – Trsztena – Rózsahegy – Zólyom – Vác – Dunakeszi – Budapest
- – 1160 km: Miskolc – Tiszaújváros – Hajdúböszörmény – Debrecen – Berettyóújfalu – Bors – Nagyvárad – Belényes – Déva – Petrozsény – Zsilvásárhely – Filiași – Craiova – Calafat … Vidin – Vraca – Botevgrad – Szófia – Blagoevgrad – Serres – Szaloniki
- – 990 km: Munkács – Halmi – Sárköz – Szatmárnémeti – Zilah – Kolozsvár – Torda – Szászsebes – Szerdahely – Nagyszeben – Pitești – Bukarest – Konstanca
- – 250 km: Bjala – Pleven – Jablanica – Botevgrad – Szófia
- – 2030 km: Odessza – Izmail – Reni – Galac – Brajla – Tulcsa – Konstanca – Varna Veche – Várna – Burgasz – Tarnovo – Dereköy – Kırklareli – Babaeski – Havsa – Keşan – Gelibolu – Ayvalık – İzmir – Selçuk – Aydın – Denizli – Acıpayam – Korkuteli – Antalya
- – 130 km: Gerede – Kızılcahamam – Ankara
- – 170 km: Toprakkale – İskenderun – Antakya – Yayladağ – szír határ
- – 1150 km: Herszon – Gyankoj – Novorosszijszk – Szocsi – Szuhumi – Poti
- – Sadarak – Dilucu – Iğdir – Doğubeyazıt – Muradiye – Bitlis – Diyarbakır – Şanlıurfa

### Nyugat-keleti összekötő utak
- – 1590 km: Helsingborg – Jönköping – Linköping – Norrköping – Södertälje – Stockholm – Uppsala – Sundsvall – Örnsköldsvik – Umeå – Luleå – Haparanda – Tornio
- – 3120 km: Trelleborg – Malmö – Helsingborg – Halmstad – Göteborg – Oslo – Hamar – Lillehammer – Dombås – Trondheim – Stjørdal – Steinkjer – Mosjøen – Mo i Rana – Rognan – Fauske … Ballangen – Narvik – Setermoen – Alta – Olderfjord – Lakselv – Karasjok – Varangerbotn – Kirkenes
- – 1410 km: Tromsø – Nordkjosbotn – Skibotn – Kilpisjärvi – Kolari – Tornio – Kemi – Oulu – Kokkola – Vaasa – Pori – Turku
- – 910 km: Mo i Rana – Umeå … Vaasa – Tampere – Hämeenlinna – Helsinki
- – 460 km: Trondheim – Östersund – Sundsvall
- – 710 km: Londonderry – Belfast … Glasgow – Edinburgh … Bergen – Arna – Voss … Lærdal – Tyin – Fagernes – Hønefoss – Sandvika – Oslo
- – 1890 km: Craigavon – Belfast – Larne … Stranraer – Gretna – Carlisle – Newcastle … Kristiansand – Arendal – Porsgrunn – Larvik – Sandefjord – Horten – Drammen – Oslo – Askim – Karlstad – Örebro – Västerås – Stockholm/Kapellskär … Mariehamn … Turku/Naantali – Helsinki – Kotka – Vaalimaa – Viborg – Szentpétervár
- – 5320 km: Holyhead – Chester – Warrington – Manchester – Leeds – Doncaster – Immingham … Amszterdam – Groningen – Bréma – Hamburg – Lübeck – Rostock – Sassnitz … Trelleborg – Malmö – Kalmar – Norrköping … Ventspils – Riga – Rēzekne – Zilupe – Velikie Luki – Moszkva – Vlagyimir – Nyizsnyij Novgorod – Kazány – Jelabuga – Perm – (itt kezdődik Ázsia) –  Jekatyerinburg – Tyumeny – Isim
- – 230 km: Birmingham – Cambridge – Ipswich
- – 280 km: Hamburg – Berlin
- – 1230 km: Berlin – Szczecin – Goleniów – Koszalin – Słupsk – Gdynia – Gdańsk – Kalinyingrád – Tolpaki – Nyesztyerov – Marijampolė – Vilnius – Minszk
- – 30 km: Colchester – Harwich
- – 470 km: Zeebrugge – Antwerpen – Eindhoven – Venlo – Oberhausen – Dortmund – Bad Oeynhausen
- – 220 km: Berlin – Lübbenau – Cottbus – Legnica
- – Hluhiv - Kurszk - Voronyezs - Szaratov - Oral - Aktöbe - Karabulak - Aral - Ajteke Bi - Kizilorda - Simkent
- – 620 km: Dunkerque – Lille – Mons – Charleroi – Namur – Liège – Sankt-Vith – Wittlich – Bingen – Wiesbaden – Frankfurt am Main – Aschaffenburg
- – 780 km: Le Havre – Amiens – Charleville-Mezières – Luxembourg – Trier – Koblenz – Wetzlar – Gießen
- – 720 km: Cherbourg-Octeville – Caen – Rouen – Reims – Charleville-Mezières – Liège
- – 350 km: Schweinfurt – Bayreuth – Marktredwitz – Cheb – Karlovy Vary – Prága
- – 520 km: Strasbourg – Appenweier – Karlsruhe – Stuttgart – Ulm – München – Salzburg
- – 860 km: Párizs – Chaumont – Mulhouse – Bázel – Waldshut-Tiengen – Lindau – München
- – 310 km: Nürnberg – Regensburg – Passau – Wels – Sattledt
- – 2200 km: Bécs – Pozsony – Zólyom – Kassa – Ungvár – Munkács – Halmi – Dés – Beszterce – Szucsáva – Botosán – Szépvásár – Jászvásár – Sculeni – Leușeni – Chișinău – Odessza – Mikolajiv – Herszon – Melitopol – Taganrog – Rosztov-na-Donu
- – 1290 km: Nantes – Poitiers – Mâcon – Genf – Lausanne – Martigny – Sion – Simplon – Gravellona Toce – Milánó – Tortona – Genova
- – 240 km: Torino – Milánó – Brescia
- – 650 km: Fortezza – San Candido – Spittal an der Drau – Villach – Klagenfurt – Graz – Szentgotthárd – Körmend – Ajka – Veszprém – Várpalota – Székesfehérvár – Dunaújváros – Kecskemét – Cegléd
- – 510 km: Szeged – Makó – Nagylak – Arad – Déva – Szászsebes – Szerdahely – Nagyszeben – Brassó
- – 250 km: Bordeaux – Toulouse
- – 240 km: Nizza – Cuneo – Asti – Alessandria
- – 80 km: Pisa – Migliarino – Firenze
- – 270 km: Grosseto – Arezzo – Sansepolcro – Fano
- – 380 km: Porto – Vila Real – Bragança – Zamora – Tordesillas
- – 150 km: Keşan – Tekirdağ – Silivri
- – 200 km: Krisztalopigi – Lerin – Vévi – Jéfira
- – 640 km: Ankara – Yozgat – Sivas – Refahiye
- – 320 km: Igumeníca – Joánina – Tríkala – Vólosz
- – 80 km: Korinthosz – Mégara – Elefszína – Athén - Markópulo Meszogéasz
- – 440 km: İzmir – Uşak – Afyonkarahisar – Sivrihisar
- – 60 km: Topboğazi – Kırıkhan – Reyhanlı – Cilvegözü → Szíria határa

## B osztályú utak
- – Tbiliszi – Bagratasen – Vanadzor
- – Ələt – Megri – Ordubad – Culfa – Nahicseván – Sədərək
- – Uchquduq – Daşoguz – Aşgabat
- – Kizilorda – Uchquduq – Buhara
- – Guza – Szamarkand
- – Ajni – Qo‘qon
- – Taskent – Qo‘qon – Andijon – Os – Irkestam
- – Dusanbe – Kulob – Kalai Humb – Horug – Murgob - Kulma-hágó (kínai határ)
- – Dzsirgatol – Horug – Iskosim – Ljanga – Kína
- – Os – Biskek
- – Kokpek – Kegen – Tüp
- – Almati – Kokpek – Csundzsa – Koktal – Korgasz
- – Szari-Ozek – Koktal
- – Usaral – Dosztik
- – Taszkeszken – Bahti
- – Zapadnoje – Zsakszi – Atbaszar – Asztana
- – Jelabuga – Ufa
- – Zsezkazgan – Karagandi – Pavlodar – Uszpenovka
- – Petropavl – Zapadnoje
- – Haugesund – Etne – Røldal – Haukeli – Vinje – Seljord – Hjartdal – Notodden – Kongsberg – Hokksund – Drammen
- – Ålesund – Skodje – Ørskog – Tresfjord – Åndalsnes – Lesja – Dombås
- – Cork – Portlaoise
- – Amszterdam – Amersfoort
- – Amersfoort – Hoogeveen – Groningen
- – Hoogeveen – Haselünne – Cloppenburg – Bréma
- – Cuxhaven – Bremerhaven – Bréma – Walsrode
- – Sassnitz – Stralsund – Neubrandenburg – Berlin
- – Świecie – Poznań – Wrocław
- – Kaunas – Ukmerge – Daugavpils – Rēzekne – Osztrov
- – Tallinn – Tartu – Võru – Luhamaa
- – Minszk – Babrujszk – Homel (korábban Klaipėda – Kaunas – Vilnius)
- – Klaipėda – Palanga – Šiauliai – Panevėžys – Ukmerge – Vilnius
- – Breda – Gorinchem – Utrecht
- – Vlissingen – Breda – Eindhoven
- – Antwerpen – Liège
- – Leuven – Hasselt – Heerlen – Aachen
- – Dortmund – Kassel
- – Radom – Rzeszów – Barwinek – Felsőkomárnok – Felsővízköz – Eperjes
- – Varsó – Lublin – Lviv
- – Lublin – Kovel – Rivne – Kijev
- – Troszna – Gluhkov
- – Saint-Brieuc – Caen
- – Calais – Rouen – Le Mans
- – Zeebrugge – Brugge – Roeselare – Kortrijk – Tournai
- – Jabbeke – Zeebrugge
- – Brüsszel – Metz
- – Nivelles – Charleroi – Reims
- – Aachen – Sankt-Vith – Luxembourg
- – Trier – Saarbrücken
- – Tournai – Halle
- – Chemnitz – Plauen – E51
- – Karlovy Vary – Teplice – Turnov – Hradec Králové – Olomouc – Zsolna
- – Gießen – Frankfurt am Main – Mannheim
- – Svitavy – Brno – Bécs
- – Brno – Olomouc – Český Těšín – Krakkó
- – Munkács – Lviv
- – Le Mans – Angers
- – Le Mans – Tours
- – Courtenay – Troyes
- – Remiremont – Mulhouse
- – Offenburg – Donaueschingen
- – Memmingen – Füssen
- – München – Garmisch-Partenkirchen – Mittenwald – Seefeld in Tirol – Innsbruck
- – České Budějovice – Humpolec
- – München – Braunau am Inn – Wels – Linz
- – Pozsony – Zólyom – Kassa
- – Trencsén – Garamszentkereszt
- – Püspökladány – Hajdúszoboszló – Debrecen – Nyíregyháza – Kisvárda – Csap – Ungvár
- – Bákó – Ónfalva – Kézdivásárhely – Brassó – Pitești – Craiova
- – Pozsony – Dunaszerdahely – Medve – Győr
- – Kolozsvár – Dés (korábban tovább Beszterce – Szucsáva felé)
- – Slobozia – Brăila – Galați – Comrat – Chișinău – Kropivnickij – Kremencsuk – Poltava
- – Görbeháza – Nyíregyháza – Vásárosnamény – Beregsurány – Beregszász – Munkács
- – Szeretfalva – Szászrégen – Maroshévíz – Gyergyószentmiklós – Csíkszereda – Sepsiszentgyörgy – Kökös
- – Mărășești – Tekucs – Albița – Leuşeni – Chișinău – Odessza
- – Szabófalva – Jászvásár – Sculeni – Bălți – Mohelerpodolsc – Vinnicja – Zsitomir
- –  Poltava – Kropivnickij – Chișinău – Giurgiulești – Galați – Slobozia
- – Krasznodar – Dzsubga
- – Niort – La Rochelle
- – La Rochelle – Saintes
- – Saintes – Angoulême – Limoges (korábban Sculeni felé)
- – Tours – Vierzon
- – Angoulême – Bordeaux
- – Digoin – Chalon-sur-Saône
- – Lyon – Pont-d'Ain
- – Ivrea – Torino
- – Wörgl – Sankt Johann in Tirol – Lofer – Salzburg
- – Altenmarkt im Pongau – Liezen
- – Klagenfurt – Loibl-hágó – Naklo
- –  Balaton – Marcali – Nagyatád – Barcs – Verőce – Okučani – Banja Luka – Jajca – Donji Vakuf – Zenica
- – Szabadka – Zombor – Eszék
- – Temesvár – Arad – Nagyvárad – Szatmárnémeti – Sárköz
- – Lugos – Déva
- – Konstanca – Agigea – Negru Vodă – Kardam
- – Ashtarak – Gjumri – Asock – Ahalkalaki – Ahalcihe – Vale – Türkgözü – Posof – Kars - Horasan
- – Batumi – Szamtredia
- – Lyon – Grenoble
- – Genf – Chambéry – Marseille
- – Valence – Grenoble
- – Orange – Marseille
- – Torino – Savona
- – Fiume – Póla – Koper
- – Bihács – Jajca – Donji Vakuf – Zenica – Szarajevó – Užice – Čačak – Kraljevo – Kruševac – Pojate – Paraćin – Zaječar
- – Szarajevó – Podgorica → Albánia
- – Belgrád – Čačak – Nova Varoš – Bijelo Polje
- – Szörényvár – Vaskapu-szoros – Niš
- – Jablanica – Veliko Tarnovo – Sumen
- – Popovica – Sztara Zagora – Burgasz
- – Coimbra – Viseu – Vila Real – Chaves – Verín
- – Bragança – Guarda – Castelo Branco – Portalegre – Évora – Beja – Ourique
- – Salamanca – Mérida – Sevilla
- – Bilbao – Logroño – Zaragoza
- – Famalicão – Chaves
- – Torres Novas – Abrantes – Castelo Branco – Guarda
- – Róma – San Cesareo
- – Sassari – Olbia … Civitavecchia – az E80-nál ér véget
- – Avellino – Salerno
- – Nápoly – Avellino – Benevento – Canosa di Puglia
- – Bari – Taranto
- – Spezzano Albanese – Sibari
- – Cosenza – Crotone
- – Sicignano degli Alburni – Potenza – Metaponto
- – Lamezia Terme – Catanzaro
- – Petrovac → Albánia → Prizren – Pristina
- – Ohrid → Albánia
- – Joánina → Albánia
- – Szófia – Kjusztendil – Kumanovo
- ' – İzmit - Bursa - Balıkesir - Manisa - İzmir - Çeşme
- – Madrid – Valencia
- – Jaén – Granada – Málaga (korábban Nicosia – Páfosz)
- – Obernai - Molsheim - Wasselonne - Marmoutier - Saverne (korábban: Girne – Nicosia – Limassol)
- – Mazara del Vallo – Gela
- – Buonfornello – Enna – Catania
- – Alcamo – Trapani
- – Joánina – Árta – Agrínio – Meszolóngi
- – Áktio – Vónica – Amfilohía – Karpeníszi – Lamía
- – Trípoli – Spárta – Jíthio
- – Elefszína – Thébai (korábban: Trípoli – Spárta – Jíthio)

## Főbb európai utak Magyarországon

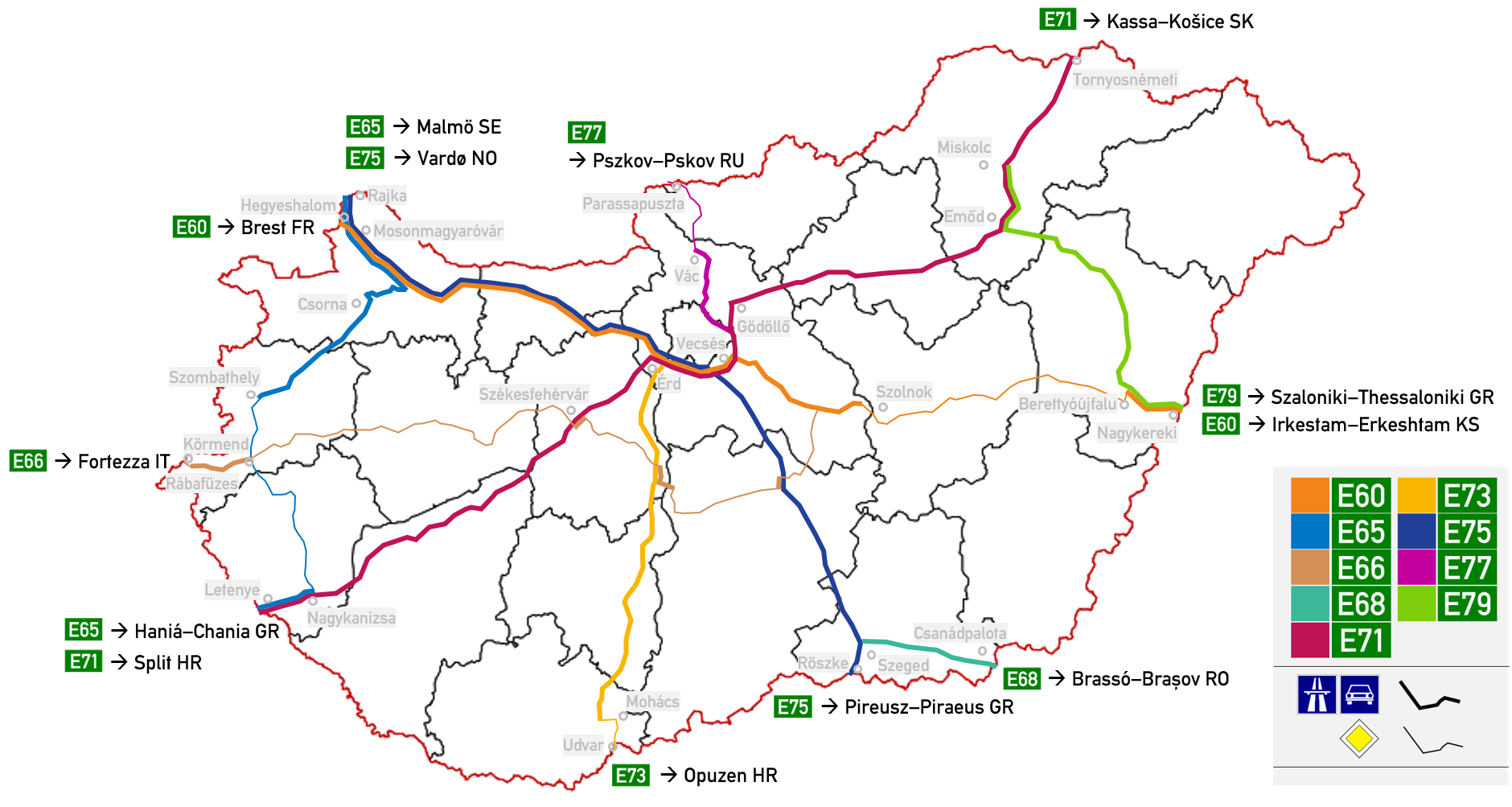
Főbb európai utak Magyarországon

## Útjelzések
Az Európai úthálózathoz tartozó utakat zöld, fekvő téglalap alakú táblákkal jelölik.
Különböző európai országok eltérő elveket alkalmaznak az európai úthálózat jelölésekor.
- Belgium, Svédország, Norvégia és Dánia teljes mértékben beépítette az európai utakat a saját úthálózatába. Ennek megfelelően ezeken az utakon csak az európai számozást jelzik.[forrás?]
- A legtöbb európai országban az európai útszámozás a hazai számozás felett, külön táblán található.
- Vannak országok (például Németország), ahol az európai útszámozást csak alkalmilag használják, a nemzeti útszámozás mellett.
- Az Egyesült Királyságban az európai útszámozást egyáltalán nem alkalmazzák.

## Érdekességek
- A leghosszabb Európa-út az E40, több mint 8000 km hosszan köti össze Franciaországot Kazahsztánnal.
- a legrövidebb Európa-út az E844, 22 km, Olaszországban és a E32, 30 km, az Egyesült Királyságban.
- a legészakibb Európa-út az E69, Nordkapp, Norvégia, É. sz. 71°10'
- a legnyugatibb Európa-út az E1, Lisszabon, Portugália, Ny. h. 9°10'
- a legdélebbi Európa-út az E75, Kréta, Görögország, É. sz. 35°6'
- a legkeletibb Európa-út az E127, Maikapshagai, Kazahsztán, K. h. 85°36'
- a legmagasabb Európa-út az E008 amely Tádzsikisztánban, a Pamír-hegységben 4272 m magasra kúszik fel.
- Európában a legmagasabb Európa-út az E62 a Simplon-hágónál (Svájc), 2005 m magasan halad.
- a legalacsonyabb Európa-út az E39, amely Norvégiában a Bømlafjord-alagútban, 263 m-rel a tengerszint alatt halad.

## Külső kapcsolatok
- EU Transport Networks home page
- Introduction to EU European routes, with links
- UNECE document TRANS/SC.1/2002/3 "Road Transport Infrastructure"; 5 April 2002 (PDF file, official E route list starting at p. 13)
- Routes in Benelux as well as E routes in Europe
- Trans-Global Highway and the Eur-Africa Friendship Tunnel
- Detailed list of E routes at elbruz.org 2003-08-18